# Токур-Юрях
Току́р-Юря́х (в верховьях — Правый Токур-Юрях) — река в России, протекающая по Среднеканскому району Магаданской области, левый приток Алы-Юряха. Длина реки — 215 км, площадь водосборного бассейна — 4680 км².
Река берет начало под названием Правый Токур-Юрях на южных склонах Юкагирского плоскогорья, почти на границе со Среднеколымским улусом Якутии, на высоте более 500 м над уровнем моря. В верховьях течёт по гористой местности на юг. Сливаясь с Левым Токур-Юряхом, поворачивает на запад. В среднем и нижнем течении направление реки вновь меняется на южное. Поселения на берегах отсутствуют. Русло реки сильно заболочено, особенно в низовьях, где в долине реки находятся озёра Сточные. Активно меандрирует. Впадает в Алы-Юрях по левому берегу на отметке менее 158 м над уровнем моря в 13 км от его впадения в Булун. Ширина в низовьях — 45 м при глубине 1 м; скорость течения перед устьем составляет 0,6 м/с. 

## Основные притоки
Указаны поименованные притоки длиной более 30 км.
| Название         | Расстояние от устья | Длина | Положение |
| ---------------- | ------------------- | ----- | --------- |
| Тереке-Уннук     | 14                  | 70    | правый    |
| Осенний          | 40                  | 31    | левый     |
| Малиновый        | 97                  | 38    | правый    |
| Ягодный          | 100                 | 36    | правый    |
| Малый Алы-Юрях   | 136                 | 120   | правый    |
| Заболоченный     | 142                 | 38    | левый     |
| Левый Токур-Юрях | 164                 | 44    | левый     |

## Данные водного реестра
По данным государственного водного реестра России и геоинформационной системы водохозяйственного районирования территории РФ, подготовленной Федеральным агентством водных ресурсов:
- Бассейновый округ — Анадыро-Колымский
- Речной бассейн — Колыма
- Речной подбассейн — Колыма до впадения Омолона
- Водохозяйственный участок — Колыма от впадения реки Сеймчан до водомерного поста ГМС Коркодон
- Код водного объекта — 19010100312119000028735